# St. Ursula (München)

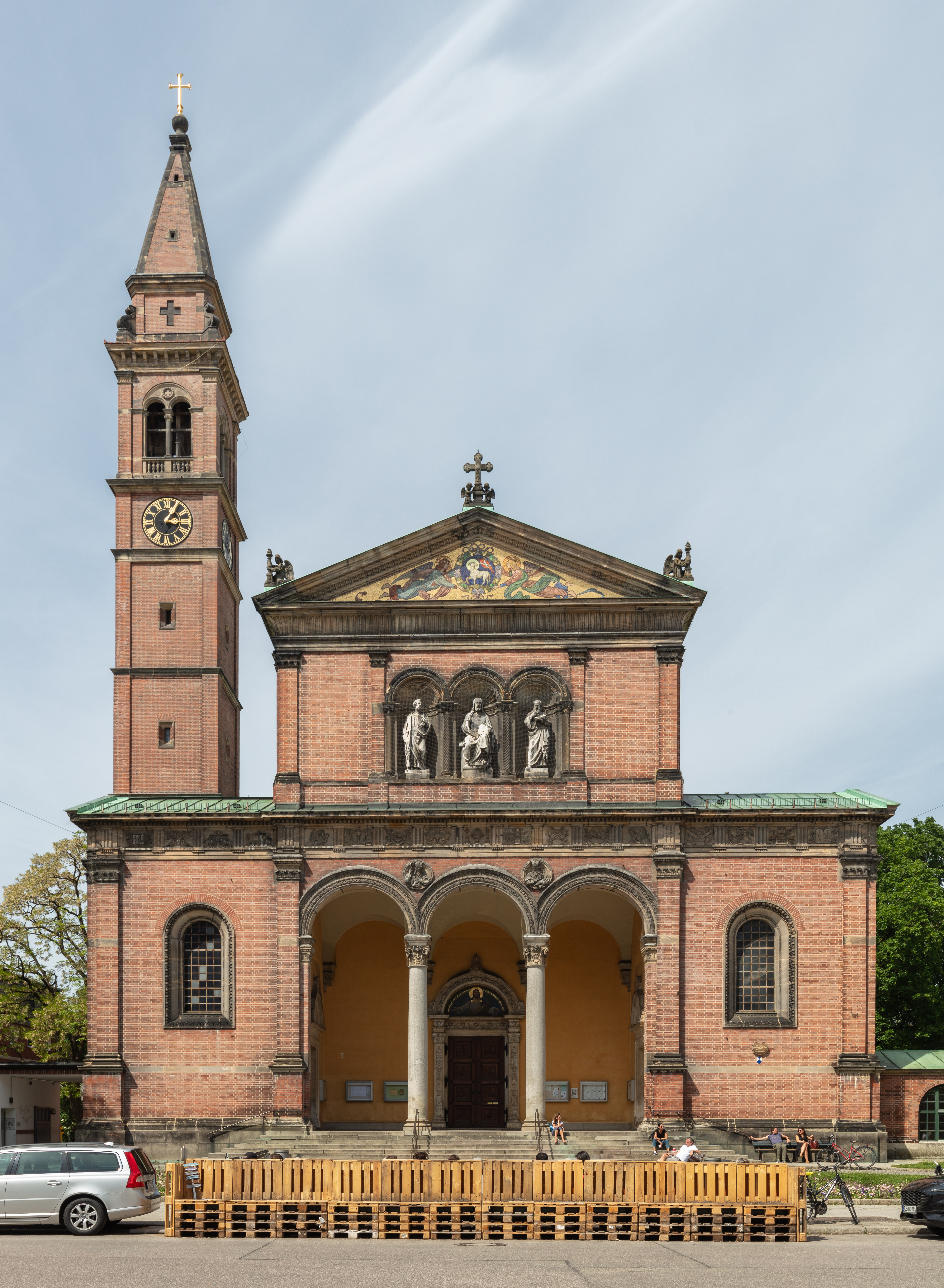
Fassade von St. Ursula

Die katholische Stadtpfarrkirche St. Ursula ist die zweite Pfarrkirche des Münchner Stadtteils Schwabing, im Stadtbezirk Schwabing-Freimann. Zugleich ist St. Ursula der erste Sakralbau Münchens, der sich von den mittelalterlichen Architekturvorbildern abwandte und dadurch eine Brückenfunktion zwischen Historismus und Jugendstil/Moderne einnimmt.

## Lage
St. Ursula (Kaiserplatz 1a) befindet sich im ersten gründerzeitlichen Erweiterungsgebiet westlich der Leopoldstraße und südlich der Münchner Freiheit. Die Kirche bildet mit ihrer prominenten Platzierung das Ende der Sichtachse aus der stadtauswärts führenden Friedrichstraße. Darum hat sie eine Ausrichtung nach Norden, und ihr fehlt die für Kirchen typische Ostung. Der Turm im Westen der Kirche steht in der Achse der Barer Straße und verbindet die Kirche optisch mit der Maxvorstadt.

## Geschichte

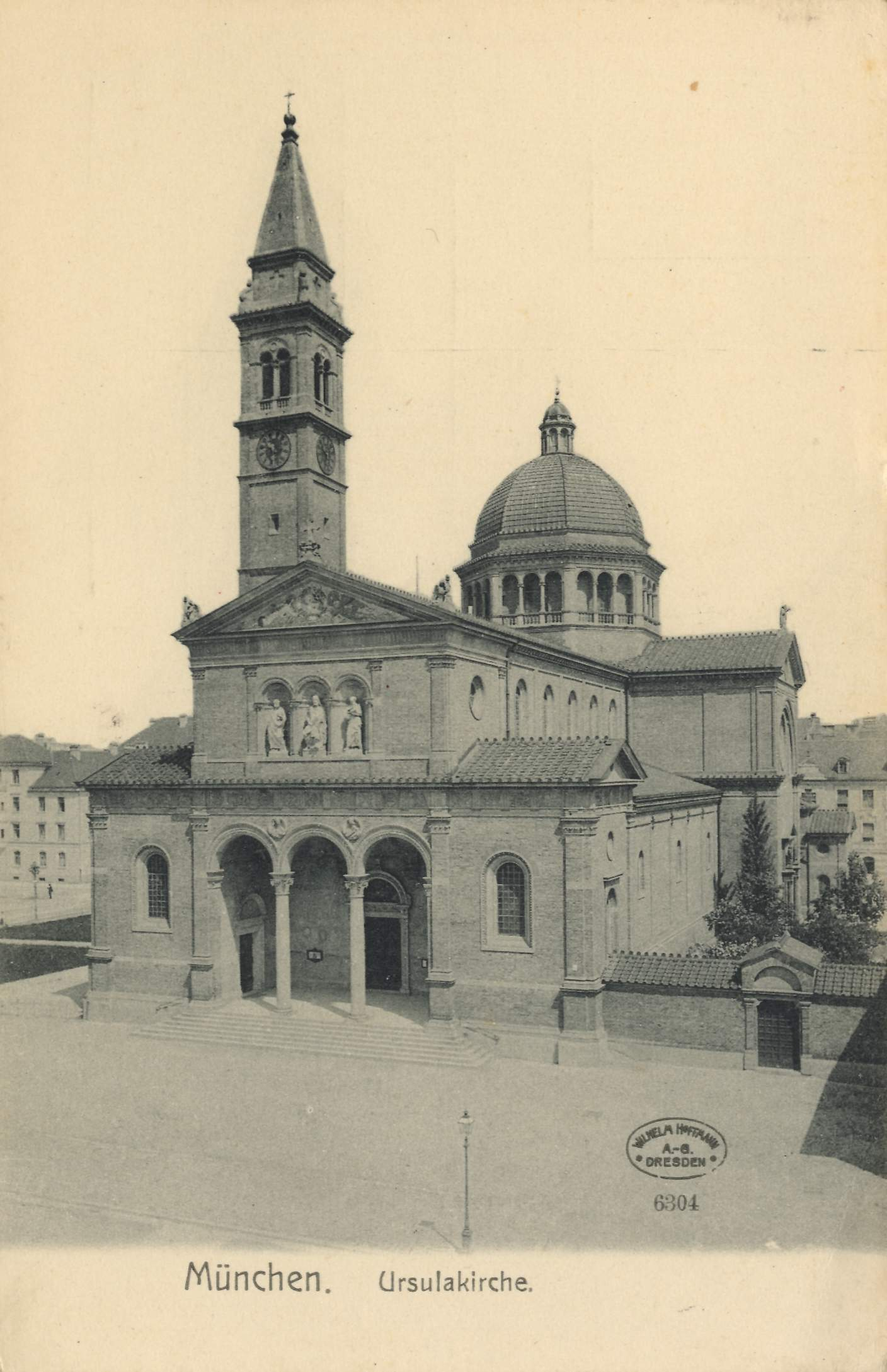
St. Ursula, um 1900

Nachdem Schwabing, 1887 zur Stadt erhoben, seit dem 19. Jahrhundert immer mehr anwuchs, erwies sich die Pfarrkirche St. Sylvester (damals St. Ursula) bald als zu klein. Erste Erweiterungspläne wurden zugunsten eines Neubaus an anderer Stelle verworfen, deren Planung August Thiersch übertragen wurde.
Thiersch wollte mit St. Ursula ein neues städtebauliches Zentrum für Schwabing schaffen, was aber nicht gelang. Daher stellte er die dreischiffige Basilika in die Achse der Friedrichstraße und gestaltete einen Platz um sie. Der Entwurf sah eine Basilika mit zentralem Campanile im Zentrum, die beiderseits von symmetrischen Bauten flankiert werden sollte. Von den ursprünglich geplanten beiden Bauten, die die Basilika symmetrisch flankieren sollten, wurde nur das Pfarrhaus im Osten realisiert. Um zugleich die eigenständige Verbindung mit Schwabing zu zeigen, wurde als Patrozinium das der hl. Ursula gewählt, das von der bisherigen Dorfkirche übernommen wurde; Nebenpatron wurde hl. Nikolaus von Myra, da der Neubau zugleich Nachfolger der im 19. Jahrhundert profanierten und 1908 abgerissenen Nicolaikapelle war.
Nachdem 1888 das Grundstück zur Verfügung stand, erfolgte 1894 die Grundsteinlegung. Am 10. Oktober 1897 wurde St. Ursula geweiht, die alte Dorfkirche St. Ursula, seit 1921 St. Sylvester, wurde zu diesem Zeitpunkt Filialkirche mit eigener Kuratie.

St. Ursula München 2021, Campanile und Kuppel (saniert und mit roten Dachziegeln neu eingedeckt)

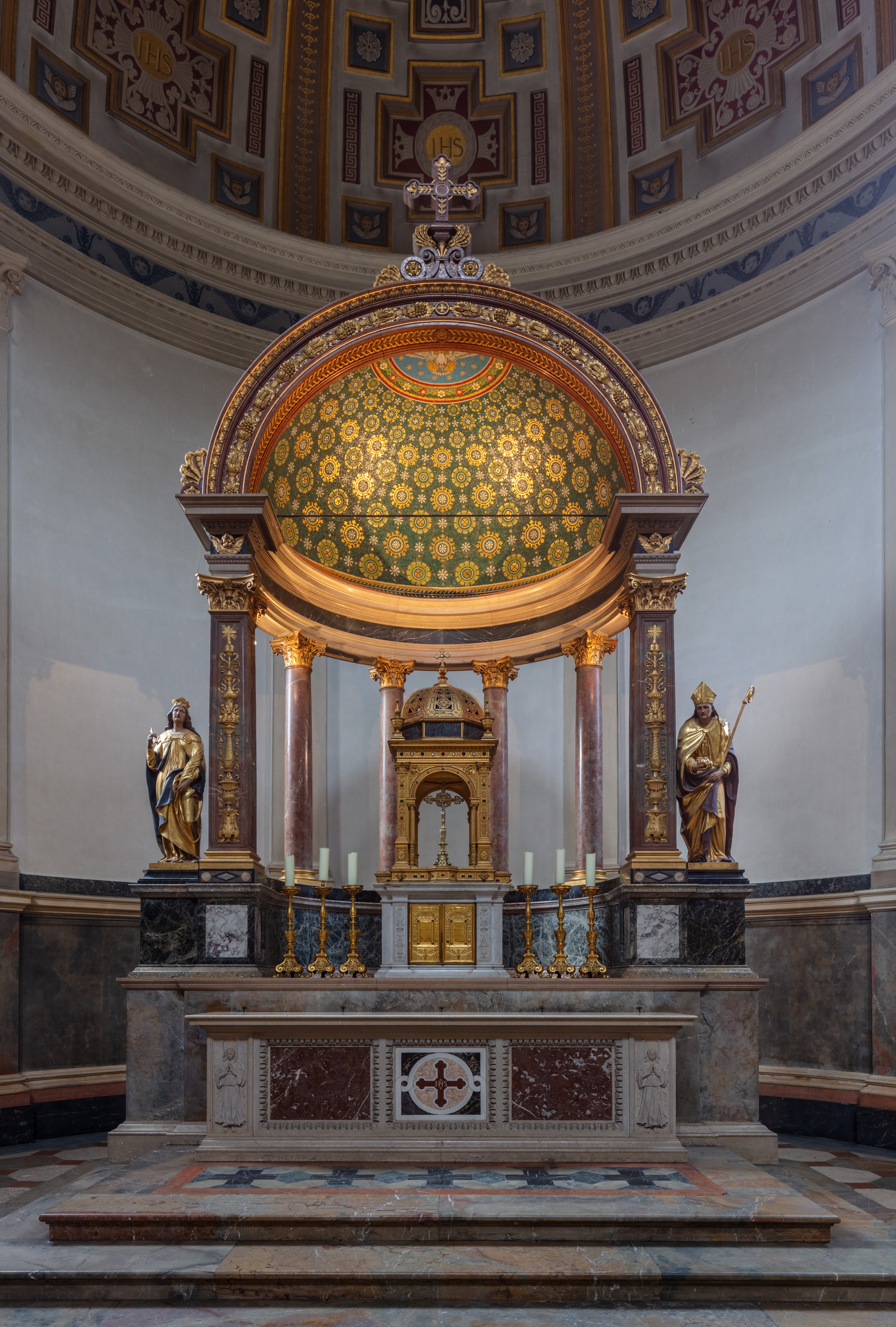
Hochaltar mit Tabernakel

Thiersch war ein Befürworter neuer Techniken und verwendete für das Fundament, die Turmtreppe und die Kuppel den damals neuen Baustoff Beton. Wegen Rissen im Beton wurde die Kuppelschale 1933 saniert, indem Stahlarmierungen und zusätzliche Betonschichten angebracht wurden; außerdem erhielt das Kuppeldach eine Kupferblecheindeckung. Im Zweiten Weltkrieg wurde 1944 die Farbverglasung der Kirche zerstört, ansonsten blieb die Kirche aber unversehrt. 1956 und nochmals 1977–1980 erfolgte eine Sanierung. Von 2009 bis 2011 wurde der freistehende Campanile restauriert. Nach dem Zweiten Vatikanischen Konzil wurde im freien Bereich der Vierung ein zentraler Volksaltar unter der Kuppel errichtet. Dieser Einbau und die Installation der Chororgel im Jahr 1984 stellen die einzigen sichtbaren baulichen Eingriffe seit Bestehen der Kirche dar. Da bei der Kuppelrestaurierung 1933 Fehler gemacht wurden, wurde in den 2010er Jahren eine erneute Sanierung der Kuppel notwendig. Dabei wurde die grün patinierte Kupferabdeckung entfernt und die Kuppel wieder mit roten Ziegeln gedeckt. Die Sanierung der Kuppel dauerte sechs Jahre und kostete 4,1 Millionen Euro.

## Architektur

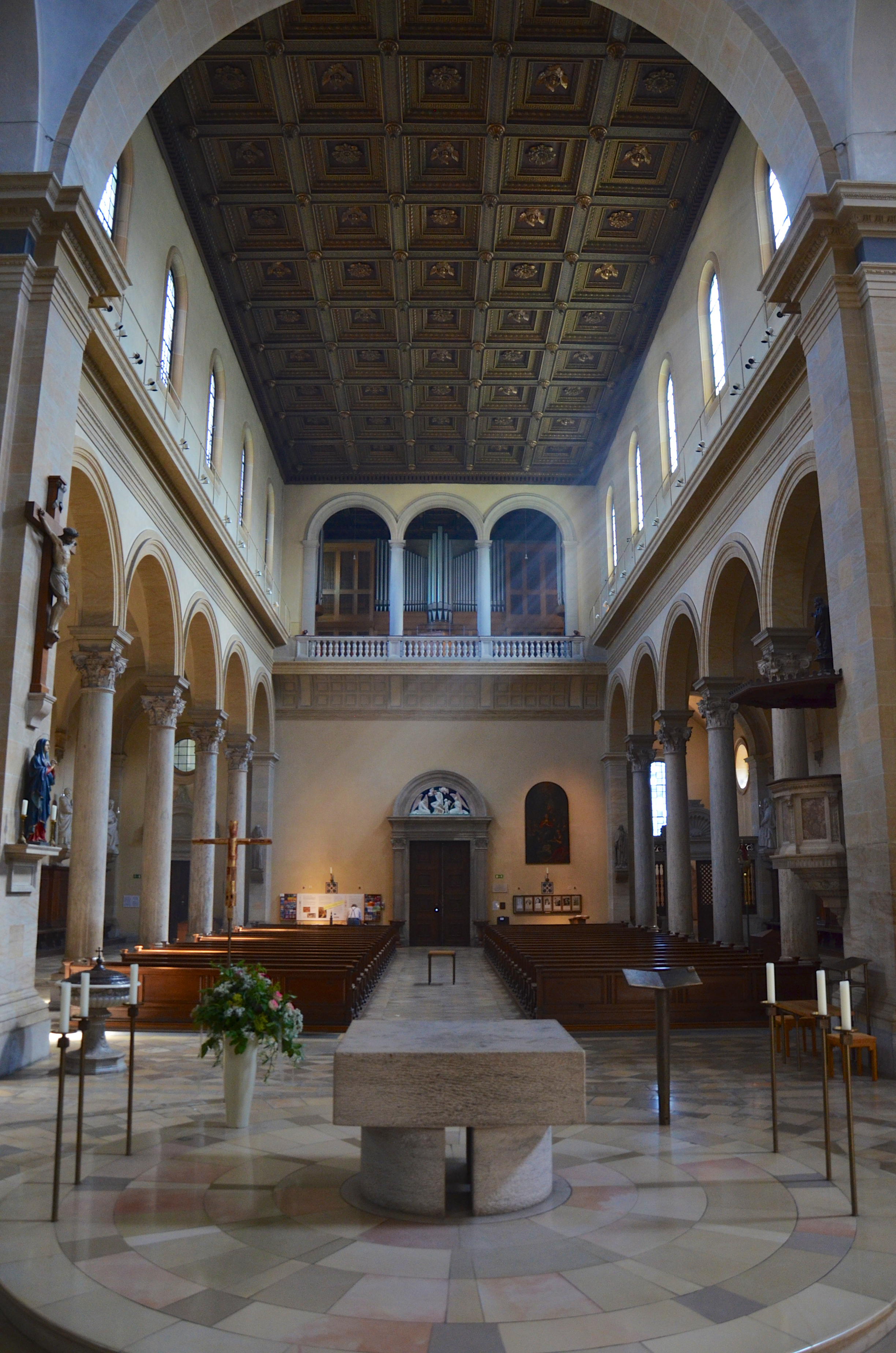
Sankt Ursula München, Hauptschiff

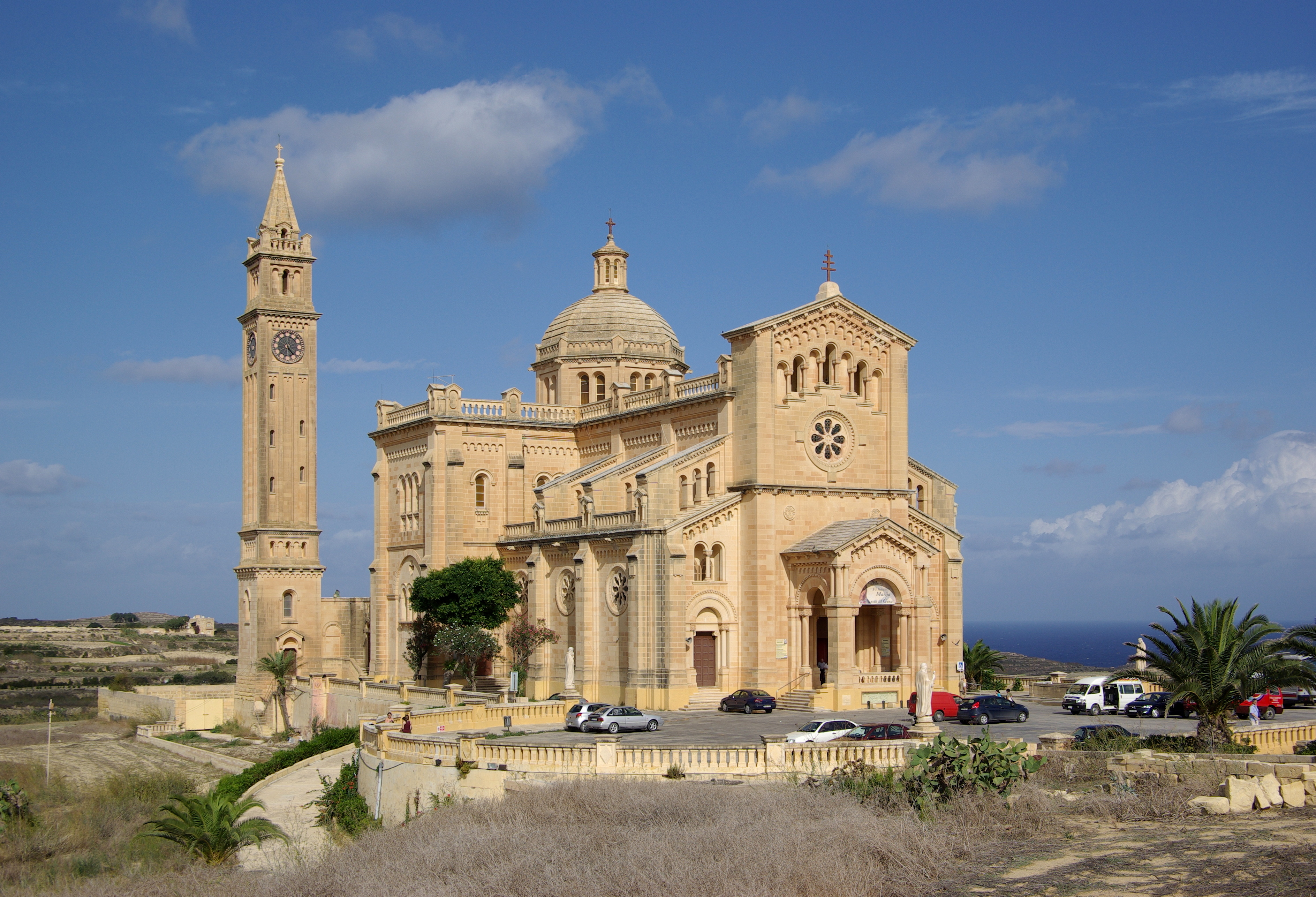
Der Bau ist äußerlich ähnlich der Basilika ta’ Pinu auf Malta

Die Kirche, der „Dom von Schwabing“, ist eine nach Norden ausgerichtete Basilika mit Säulenvorhalle, Vierungskuppel und freistehendem Glockenturm und ist durch ihre Lage in der Achse der Friedrichstraße durch die Kuppel und dem seitlich stehenden Campanile schon von weitem sichtbar. Die Architektur lehnt sich an die Florentiner Renaissance an. Dies zeigt sich besonders an den Majolikareliefs von Balthasar Schmitt, der sich dabei an Arbeiten der Familie della Robbia orientierte.
Die dreischiffige, 60 m lange Basilika besitzt Querhaus, Vierung und Staffelchor. Die Schiffe des Langhauses mit einfachen Rundbogenfenstern werden durch rundbogige Säulenarkaden getrennt. Die quadratische Vierung wird von der 42 m hohen Tambour-Kuppel überragt. Sie hat einen Durchmesser von 11,20 m und wird von einer drei Meter hohen Naturstein-Laterne mit acht Fenstern bekrönt. Die Ordnung der Säulen des Langhauses findet durch flache Pilaster mit Gebälk und Fries in Querhaus und Chor eine Fortsetzung. Die Flachdecke des Langhaus-Mittelschiffs sowie die Halbtonnengewölbe in Querhausarmen, Chorseitenkapellen und Vorchorjoch sind mit stuckverzierten, vergoldeten Kassetten ausgesetzt. Die Apsiskalotte zeigt ebenfalls eine Kassettendecke, doch ist diese besonders reich verziert: In kreuzförmigen Kassetten stehen der Name der Kirchenpatronin, IHS-Monogramme und Engelsfiguren.
Den 64 m hohen Campanile krönt eine venezianische Spitze.

## Bedeutende Kunstwerke
- Majolikareliefs (Balthasar Schmitt)
- Jahreskrippe von Februar bis November mit geschnitzten, bekleideten Figuren. Weihnachtskrippe mit Figuren von Sebastian Osterrieder[5][6]

## Orgeln

### Winfried Albiez-Orgel (1984) im Chorraum

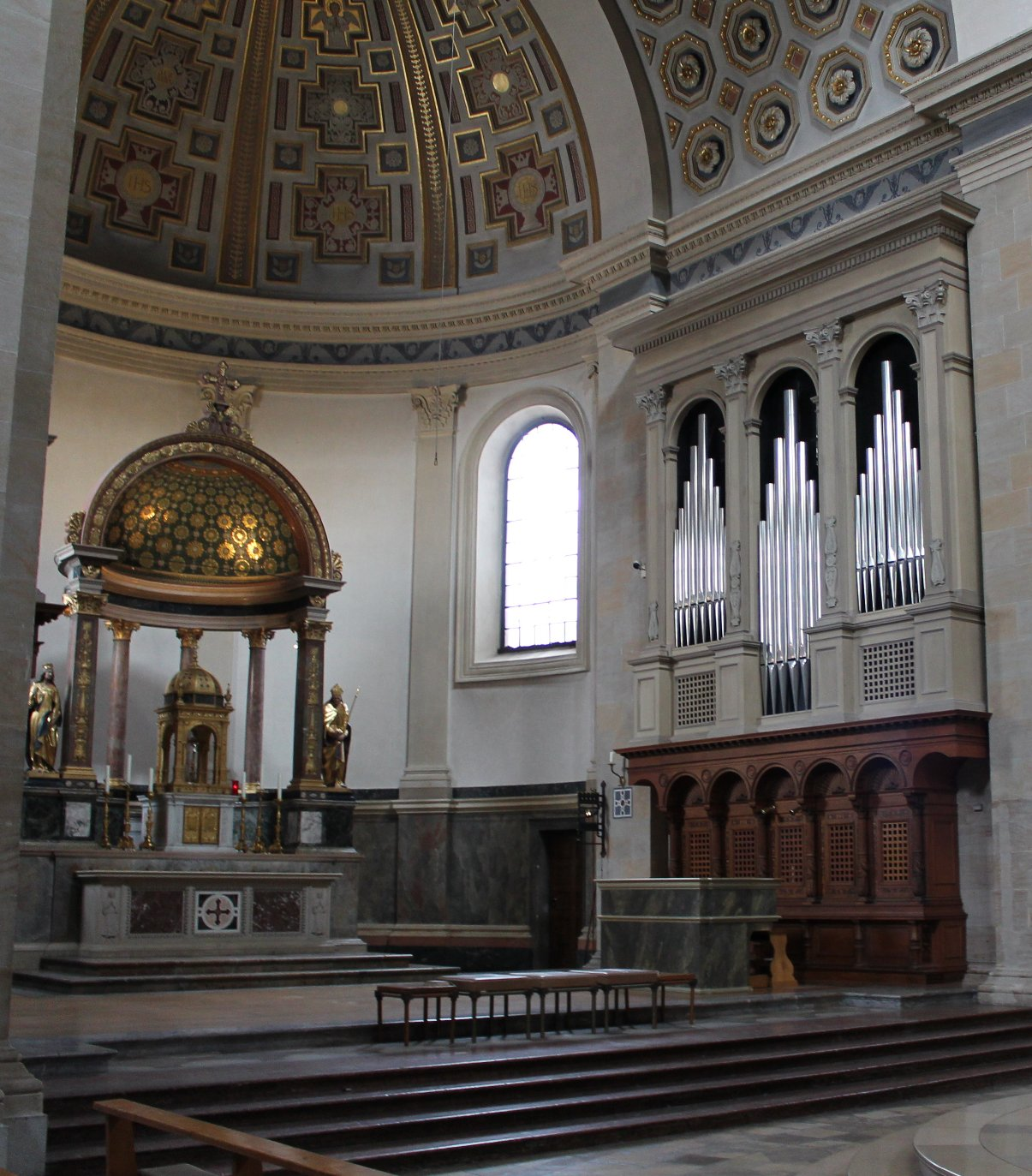
Epistelseite der Chororgel mit Spieltisch

Die Chororgel von St. Ursula, erbaut 1984 von Winfried Albiez (Lindau) befindet sich links und rechts im Chorraum. Die dort ursprünglich vorhandenen Teile des Chorgestühls wurden als Unterbauten der beiden Gehäusehälften integriert. Im linken Gehäuse sind unten das schwellbare Positiv und darüber das Récit expressif (mit Montre 8' im Prospekt) untergebracht, im rechten Gehäuse (mit dem frei davor stehenden Spieltisch) die Teilwerke Grand'Organo und Pedale. Die Spieltrakturen und Koppeln sind mechanisch, die Registertraktur elektrisch. 2009 wurde der ursprüngliche 6-fache Sternchensetzer von 1984 durch eine Setzeranlage mit 8 × 1.024 Speicherplätzen ersetzt. Nach der Renovierung der Steinmeyer-Orgel ist geplant, beide Orgeln über einen neuen Generalspieltisch miteinander zu verbinden. Die aktuelle Disposition der Albiez-Orgel:
| I. Grand'Organo C–g3 |                             |           |
| 1.                   | Principale                  | 16′       |
| 2.                   | Principale                  | 8′        |
| 3.                   | Voce umana                  | 8′        |
| 4.                   | Flauto reale                | 8′        |
| 5.                   | Flauto in ottava            | 4′        |
| 6.                   | Ottava                      | 4′        |
| 7.                   | Duodecima                   | 2 ⁄3′     |
| 8.                   | Quintadecima                | 2′        |
| 9.                   | Decimanona                  | 1 ⁄3′     |
| 10.                  | Vigesima seconda            | 1′        |
| 11.                  | Cornetto IV                 | 4′        |
| 12.                  | Due di ripieno XXVI+XXIX    | 2⁄3′+1⁄2′ |
| 13.                  | Due di ripieno XXXIII+XXXVI | 1⁄3′+1⁄4′ |
| 14.                  | Tromba                      | 8′        |

| II. Positiv C–g3 (schwellbar) |                |              |
| 15.                           | Gedeckt        | 8′           |
| 16.                           | Prinzipal      | 4′           |
| 17.                           | Rohrflöte      | 4′           |
| 18.                           | Sesquialter II | 2 ⁄3′+1 3⁄5′ |
| 19.                           | Oktav          | 2′           |
| 20.                           | Cymbel II-III  | 1⁄2′         |
| 21.                           | Krummhorn      | 8′           |
|                               | Tremulant      |              |

| III. Récit expressif C–g3 |                      |       |
| 22.                       | Bourdon              | 16′   |
| 23.                       | Bourdon à cheminée   | 8′    |
| 24.                       | Montre               | 8′    |
| 25.                       | Viola                | 8′    |
| 26.                       | Voix céleste         | 8′    |
| 27.                       | Petit Bourdon        | 4′    |
| 28.                       | Prestant             | 4′    |
| 29.                       | Nazard               | 2 ⁄3′ |
| 30.                       | Quart de Nazard      | 2′    |
| 31.                       | Tierce               | 3⁄5′  |
| 32.                       | Plein Jeu IV-V       | 2′    |
| 33.                       | Basson               | 16′   |
| 34.                       | Trompette harmonique | 8′    |
| 35.                       | Hautbois             | 8′    |
| 36.                       | Clairon              | 4′    |
|                           | Tremulant            |       |

| Pedale C–f1 |                         |          |
| 37.         | Principale              | 16′      |
| 38.         | Flauto major            | 16′      |
| 39.         | Flauto principale       | 8′       |
| 40.         | Flauto                  | 8′       |
| 41.         | Ottava                  | 4′       |
| 42.         | Due di ripieno XII+XV   | 2 ⁄3′+2′ |
| 43.         | Due di ripieno XIX+XXII | 1 ⁄3′+1′ |
| 44.         | Bombarde                | 16′      |
| 45.         | Tromba basso            | 8′       |

- Koppeln: II-I, III-I, III-II, I-P-, II-P, III-P.
- Spielhilfen: Schwelltritte für Positiv und Schwellwerk (linker Schwelltritt SW, rechter Schwelltritt POS), Setzeranlage (8.192 Speicherplätze), Sequenzer vor und zurück (als Taster und Pistons), Piston Tutti. Registerzug „Vent“ (Setzeranlage). Registerzug „Éclairage“ (Gebläse). Registerzug „Sésame“ (Schublade im rechten Gehäuse).

### Georg Friedrich Steinmeyer-Orgel (1952) auf der Empore

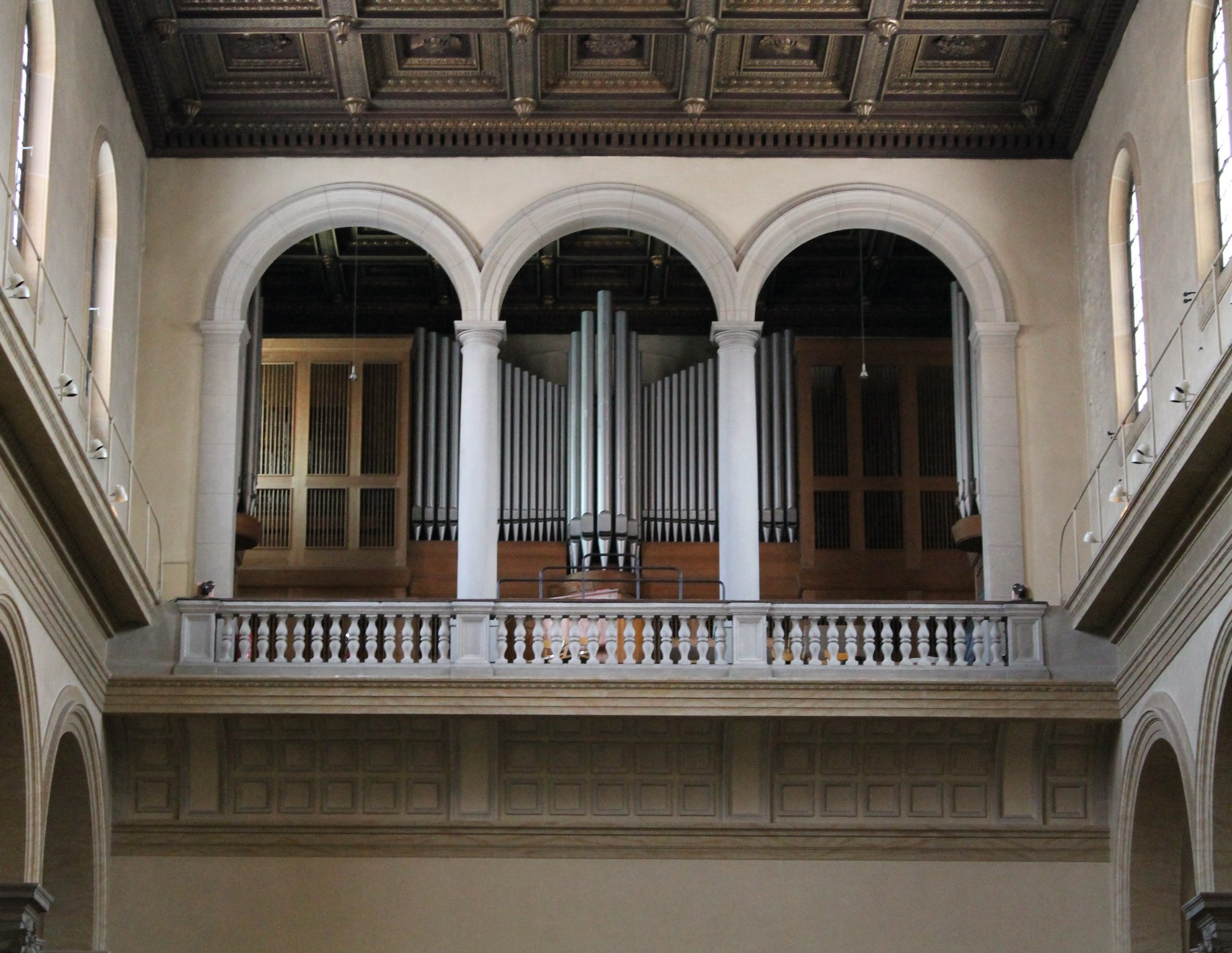
Die Steinmeyer-Orgel

Die erste Orgel der Kirche, welche sich auf der Empore befand, erbaute 1897 Franz Borgias Maerz. Sie hatte zwei Manuale und 32 Register, und wurde 1926 von der Firma Behler&Waldenmaier umgebaut und erweitert.
Das Nachfolgeinstrument wurde 1952 von Georg Friedrich Steinmeyer (Oettingen) als Opus 1827 erbaut. Es hat drei Manuale und 60 Register und enthält noch Material aus den Vorgängerorgeln. Zurzeit ist die Orgel nicht spielbar; eine Restaurierung (und die Verbindung mit der Albiez-Orgel im Chorraum über einen neuen Generalspieltisch) ist geplant. Die Disposition lautet:
| I Hauptwerk C–g3 |              |       |
| 1.               | Prinzipal    | 16′   |
| 2.               | Oktave       | 8′    |
| 3.               | Gemshorn     | 8′    |
| 4.               | Quintade     | 8′    |
| 5.               | Grobgedeckt  | 8′    |
| 6.               | Oktave       | 4′    |
| 7.               | Rohrflöte    | 4′    |
| 8.′              | Quinte       | 2 ⁄3′ |
| 9.               | Oktave       | 2′    |
| 10.              | Cornett      | 8′    |
| 11.              | Mixtur IV-VI | 1 ⁄3′ |
| 12.              | Tuba         | 8′    |
| 13.              | Trompete     | 4′    |

| II Nebenwerk C–g3 |                   |       |
| 14.               | Quintade          | 16′   |
| 15.               | Holzflöte         | 8′    |
| 16.               | Viol              | 8′    |
| 17.               | Metallgedeckt     | 8′    |
| 18.               | Geigend Prinzipal | 4′    |
| 19.               | Pommer            | 4′    |
| 20.               | Nachthorn         | 2′    |
| 21.               | Gemshörnlein      | 2′    |
| 22.               | Spitzquinte       | 1 ⁄3′ |
| 23.               | Sifflöte          | 1′    |
| 24.               | Scharff IV        | 1′    |
| 25.               | Terzcymbel III    | 1⁄4′  |
| 26.               | Krummhorn         | 8′    |
|                   | Tremulant         |       |

| III Schwellwerk C–g3 |                |        |
| 27.                  | Gedeckt        | 16′    |
| 28.                  | Prinzipal      | 8′     |
| 29.                  | Nachthorn      | 8′     |
| 30.                  | Salicional     | 8′     |
| 31.                  | Schwebung      | 8′     |
| 32.                  | Liebl. Gedeckt | 4′     |
| 33.                  | Weitprinzipal  | 4′     |
| 34.                  | Traversflöte   | 4′     |
| 35.                  | Quintade       | 4′     |
| 36.                  | Nasard         | 2 ⁄3′  |
| 37.                  | Flachflöte     | 2′     |
| 38.                  | Terzflöte      | 1 3⁄5′ |
| 39.                  | Plein jeu IV   | 2′     |
| 40.                  | Oktavcymbel    | 1′     |
| 41.                  | Bombarde       | 16′    |
| 42.                  | Feldtrompete   | 8′     |
| 43.                  | Oboe           | 8′     |
| 44.                  | Rohrschalmei   | 4′     |
|                      | Tremulant      |        |

| Pedal C–f1 |               |         |
| 45.        | Prinzipalbaß  | 16′     |
| 46.        | Violon        | 16′     |
| 47.        | Subbaß        | 16′     |
| 48.        | Zartbaß       | 16′     |
| 49.        | Großquinte    | 10 2⁄3′ |
| 50.        | Oktavbaß      | 8′      |
| 51.        | Streichbaß    | 8′      |
| 52.        | Nachthorn     | 8′      |
| 53.        | Choralbaß     | 4′      |
| 54.        | Flöte         | 4′      |
| 55.        | Rohrpfeife    | 2′      |
| 56.        | Hintersatz IV | 2 ⁄3′   |
| 57.        | Kontraposaune | 32′     |
| 58.        | Posaune       | 16′     |
| 59.        | Baßtrompete   | 8′      |
| 60.        | Clarine       | 4′      |

- Koppeln: II-I, III-I, III-II, I-P, II-P III-P, Generalkoppel.
- Spielhilfen: Crescendowalze, 2 freie Kombinationen, Pedalkombination, Tutti, Einzelabsteller für die Zungenregister.
- Trakturen: I. und II. Manual: elektropneumatisch (Kegellade). III. Manual: elektropneumatisch (Taschenlade).

## Glocken
Seit Herbst 2010 besitzt die Pfarrkirche St. Ursula ein neues Plenum. Das vorhergehende Geläut bestand bis auf die kleinste Glocke aus Stahlglocken aus dem Jahr 1948, die die Kriegsverluste ersetzten. Sie wurden auf Grund klanglicher Defizite sowie wegen der statischen Belastung für den schlanken Kirchturm abgenommen und durch passendere ersetzt. Das jetzige Plenum besteht aus einer Glocke aus der Bauzeit (h1 von Kortler 1897) und aus den vier neuen Glocken der Gießerei Perner in Passau. Auch die Tonfolge in der marianischen Antiphon Salve Regina der früheren Glocken wurde wiederhergestellt. Sie stammt vom Komponisten und früheren Leiter der Münchner Musikhochschule Josef Gabriel Rheinberger. Für ein Beispiel siehe Weblinks.
Die alte Ursulaglocke von 1948 wurde vor der Kirche zu Schauzwecken aufgestellt.
| Nr. | Name              | Schlagton | Gewicht  | ⌀      | Inschrift                                                     |
| 1   | Ursulaglocke      | h0        | 2.500 kg | 170 cm | „Sankt Ursula, protege nos! Pax intrantibus gratia orantibus“ |
| 2   | Marienglocke      | dis1      | 1.700 kg | 150 cm | „Maria, breit den Mantel aus!“                                |
| 3   | Nikolausglocke    | fis1      | 1.000 kg | 120 cm | „Heiliger Nikolaus, bitt für uns!“                            |
| 4   | Schutzengelglocke | gis1      | 600 kg   | 100 cm | „Angelus Domini nuntiavit Mariae et verbum caro factum est!“  |
| 5   | Floriansglocke    | h1        | 280 kg   | 85 cm  | – kein Text –                                                 |

## Tochterpfarreien
- St. Sylvester (München) (1921)
- St. Sebastian (1931)
- Maria vom Guten Rat (1958)